# Jonny spielt auf
Jonny spielt auf (Jonny spelar upp) är en jazzopera i två delar med text och musik av Ernst Krenek.

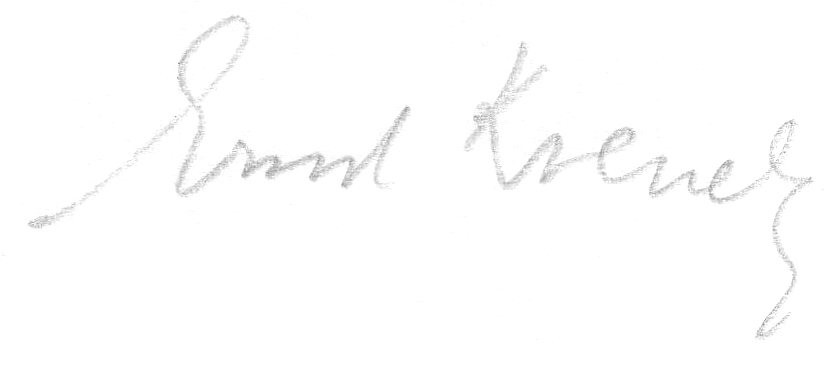
Ernst Kreneks namnteckning.

## Historia

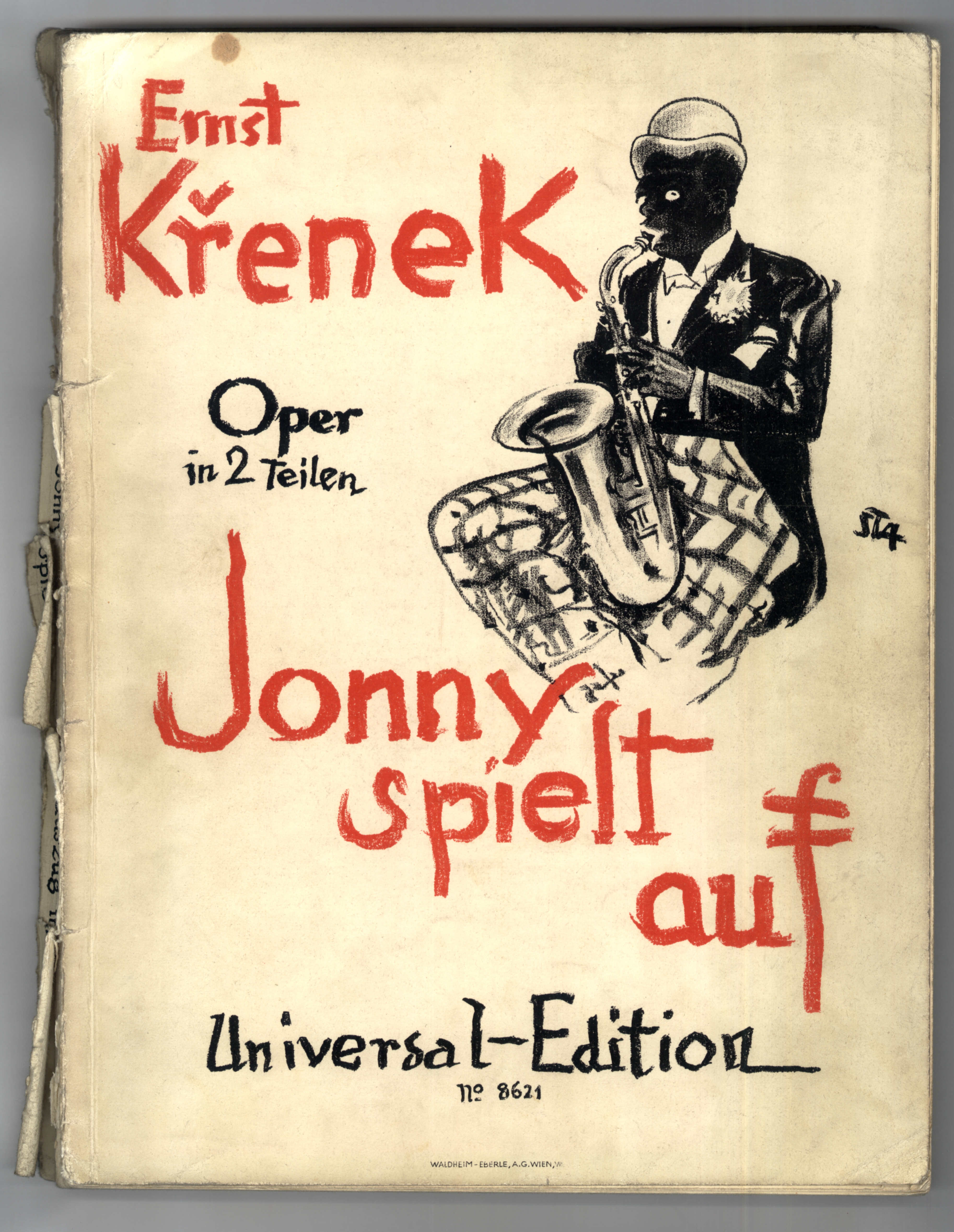
Omslag till pianonoterna.

Krenek hade en serie atonala och neoklassicistiska verk bakom sig då han 1925 började arbeta på Jonny spielt auf, där han utnyttjade moderna dansrytmer och enkla, tonala harmonier. Med sin spännande handling om den gamla kulturens möte med och förnyelse genom en representant för den nya världen tilltalade Kreneks opera mellankrigspubliken, och succén var given från första stund. Operan hade premiär på Stadttheater i Leipzig 10 februari 1927. Publiken älskade verket på ett sätt som annars endast var förunnar operetter. Operan upplevde 500 föreställningar under en enda säsong. Fram till 1930 hade verket inscenerats på 70 operahus (bland annat på Stora Teatern i Göteborg 10 april 1930). Från att ha varit en musiker, som ständigt plågats av ekonomiska bekymmer, blev Krenek efter succén i ett slag en förmögen kompositör.
Krenek skrev själv om verket:
Librettot var intet annat än ytterligare uttryck för min ständiga behandling av frihetsidén, denna gång ställd i förhållande till min upplevelse av yttervärlden. Jonny och hans Amerika var symboler för det livskraftiga, för optimistisk livsbejakelse, frihet från onyttig grubbel och hängivelse åt ögonblickets lycka. Jonny var en lyckodröm, då jag kände, att alla dessa element som jag beundrade så varmt och som jag så lidelsefullt önskade att jag hade, i verkligheten var främmande för min natur.
Som symbolgestalt förkroppsligade Jonny den nya människan, som med styrka och intuitiv musikalitet kommer att avlösa den trötta, gamla europeiska kulturen och dess betungande traditioner (som i operan representeras av den dekadente virtuosen och den grubblande tonsättaren). Det var just den här öppenheten inför tidsandan som gav operan dess publika genombrott, men den ledde också till att den samtida eliten kom att ifrågasätta Kreneks seriösa avsikter, även om det inte råder något tvivel om att hans artificiella stil, som även lyser igenom i jazzsekvenserna, verkligen är konstmusik. Krenek hyllades som den förste som hade skrivit en verklig zeitoper (samtidsopera), men redan i slutet av 1920-talet uppstod politiska problem då nazisterna protesterade mot att en svart var verkets huvudperson, och dessutom påstod de att Krenek var halvjude. Protesterna ökade och 1938 förbjöds Kreneks musik som Entartete Kunst. Trots sin succé i början har Jonny spielt auf uppförts endast några få gånger sedan förbudet upphävdes efter andra världskriget.

## Personer
- Kompositören Max (Tenor)
- Sångerskan Anita (Sopran)
- Jonny, afroamerikansk jazzviolinist (Baryton)
- Violinvirtuosen Daniello (Baryton)
- Städerskan Yvonne (Sopran)
- Impressarion (Buffobas)
- Hotelldirektören (Tenor)
- En anställd vid järnvägen (Tenor)
- Tre poliser (Tenor, baryton, bas)
- En städerska, en uppassare, en nattvakt på hotellet, en polistjänsteman, två chaufförer, ett kvinnligt butiksbiträde, en bärare (stumma roller)
- Hotellgäster, resenärer, publik, glaciärens röst (kör)

## Handling
Del 1
På en klipplatå i Alperna möter tonsättaren Max sångerskan Anita och de beger sig tillsammans till en glaciär, där hon genom att försäkra honom om sin kärlek lyckas skingra hans dystra tankar. Men i mötet med ensamheten grips Anita av ångest och vill att de skall återvända till hotellet. Där måste hon snart lämna Max för att förbereda sig inför operaföreställningen. Till minne av deras möte skänker Max henne manuskriptet till sin opera, där hon skall sjunga en roll. Hon lovar att komma tillbaka till honom och går med banjon i handen ut till den väntande bilen. Violinvirtuosen Daniello bor på ett hotell i Paris där den afroamerikanske Jonny leder en jazzorkester. Jonny är fascinerad av Daniellos instrument och förmår städerskan Yvonne att släppa in honom i Daniellos rum så att han får se närmare på fiolen, men virtuosen har tagit den med sig till en konsert. Då han kommer hem blir han överfallen av en skara autografjägare och ställer in fiolen på sitt rum, och därpå går han ned i restaurangen. Även Anita bor på hotellet, och då hon är tillbaka efter ett uppförande av Max opera möter hon Jonny. Han blir genast betagen av den vackra flickan och gör närmanden. De överrumplas av Daniello som också är dragen till Anita och ger Jonny pengar för att han skall dra sig tillbaka, så att han själv kan ta med Anita ned i restaurangen. Daniello är inte sen att utnyttja situationen för ett kärleksäventyr och de går upp på hans rum där hon snart glömmer allt om Max som väntar på henne. Men nästa dag förvånas han över att Anita vill återvända till Max. När han ber om något som ett minne, skänker Anita honom en ring. Under tiden har Jonny spelat Daniello ett spratt genom att byta ut dennes värdefulla violin mot Anitas banjo och hon har sedan utan att veta om det burit med sig violinen i banjofodralet därifrån. Daniello gör en stöldanmälan hos hotelldirektören. Denne har samma morgon grälat på våningsstäderskan Yvonne, och nu anklagar han henne för stölden och avskedar henne på fläcken. Daniello anar dock ett samband mellan stölden och hans möte med Anita och svär att hämnas. Därför ger han Yvonne, som Anita vill ta med sig som husa, den ring Anita gett honom till minne av deras möte och ber henne överlämna den till Max med vänliga hälsningar från honom. Jonny förklarar att han vill säga upp sig från hotellet eftersom även han äger en värdefull fiol, och han vill inte riskera att den blir stulen. Just när Anita och Yvonne går ut genom dörren får Anita erbjudande om ett kontrakt i USA, som hon genast undertecknar. Hon är på väg att glömma sin banjolåda men Jonny skyndar sig att ge henne den, och utan att veta om det bär hon alltså ut den stulna fiolen från hotellet. 

Del 2
Max är olycklig eftersom Anita är borta på natten. Anita kommer äntligen tillbaka till Max på hotellet i Alperna och berättar för honom om det amerikanska kontraktet. När hon drar sig tillbaka för att vila ger Yvonne Max ringen, och han förstår genast hur ringen har kommit i Daniellos besittning. Han blir djupt uppskakad och rusar upp i bergen. Jonny har följt efter Anita och klättrar in genom fönstret till hennes rum för att lägga beslag på fiolen. Yvonne, som älskar Jonny, kan inte förmå sig att ange honom, men när Anita kommer in berättar hon för henne om ringen. Anita förstår att hon håller på att förlora Max. Han har tagit sin tillflykt till glaciären och överväger att begå självmord genom att störta sig ned i glaciären. Men glaciärens stämma uppmanar honom att vända tillbaka till människorna. Då han kommer ned till hotellet hör han via hotellhögtalaren  Anita sjunga den melodi som han har komponerat och han vill återvända till henne. Efter sången annonseras ett jazznummer i radion, spelat av Jonny. Han tar med sig Daniellos violin, som Anita utan att veta om har burit med sig från dennes rum. Daniello känner igen tonen från sin violin. Innan den varskodda polisen anländer, hinner Jonny ta sig till järnvägsstationen. Där träffar han Max, som skall resa till Amerika tillsammans med Anita, som har ett engagemang där. Jonny placerar instrumentet i deras bagage. I sista minuten talar Daniello skadeglatt om för Anita att Max skall gripas för stölden, men Yvonne vill rädda Max genom att vittna till hans fördel. Daniello försöker med våld förhindra detta, men hamnar i samband med handgemänget under det ankommande tåget. Yvonne får syn på Jonny som smyger omkring på stationen och hon ber honom att hjälpa Max. Jonny lovar Anita att reda upp det hela om han får tillbaka fiolen. Han övermannar polischauffören, tar dennes plats i bilen innan poliserna placerar Max i bilen. I rasande fart kör de genom staden, där Jonny kastar av poliserna och sedan återvänder de till järnvägsstationen, där Max i sista ögonblicket hinner med tåget till Amsterdam, där Anita och han skall ta båten till Amerika. Som dagens - och tidens - hjälte klättrar Jonny upp i ett signaltorn och spelar, framtidens människa och konstnär, upp sin musik på mästarfiolen så alla dansar.